# 謝重燦
謝重燦，字星伯。福建晉江人，清朝政治人物、同进士出身。
雍正二年（1724年）甲辰科进士，授靈璧縣知縣，被巡撫魏廷珍舉薦，死於任內。